# Star Trek: Beyond the Final Frontier
Star Trek: Dincolo de frontiera finală (titlu original: Star Trek: Beyond the Final Frontier) este un film american documentar TV din 2007 regizat și co-scris de John Logsdon. Rolurile principale au fost interpretate de actorii Leonard Nimoy (gazda emisiunii), George Takei, Robert H. Justman și Patrick Stewart.  Documentarul a fost difuzat în Statele Unite la 19 februarie 2007 și la 3 martie 2007 pe Canalul History.

## Prezentare
Documentarul prezintă istoria de 40 de ani a universului Star Trek și o licitație a recuzitei Star Trek organizată de Paramount Pictures la casa de licitații Christie's din New York City.

## Distribuție
- Leonard Nimoy (gazdă)
- George Takei
- Nichelle Nichols
- Rick Berman
- Patrick Stewart
- Jonathan Frakes
- Marina Sirtis
- Garrett Wang
- Avery Brooks
- Brannon Braga
- Michael Okuda
- Denise Okuda
- Armin Shimerman
- Herman F. Zimmerman
- Robert Blackman
- Kate Mulgrew
- Michael Westmore